# سیارک ۱۳۱۹۸
سیارک ۱۳۱۹۸ (به انگلیسی: 13198 Banpeiyu، نامگذاری:1997DT)۱۳۱۹۸مین سیارک کشف شده‌است که در ۲۷ فوریه ۱۹۹۷ کشف شد.